# Mescalerolemur
Mescalerolemur (que significa "lémur Mescalero Apache") es un género extinto de Adapiformes estrepsirrino de finales del Eoceno Medio hallado en el depósito del condado de Brewster, Texas. Se conoce a partir del holotipo TMM 41672-232, maxilares izquierdo y derecho asociados con dientes parciales y completos y los especímenes referidos TMM 41672-230 , Grupo TMM y TMM 41672-233 41672-236. Se encuentra en la localidad del Banco Purple Formación Cementerio del Diablo, en la región de Big Bend. Fue nombrado por primera vez por E. Christopher Kirk y Blythe A. Williams en 2011 y especie tipo es Mescalerolemur horneri. Su pariente más cercano es Mahgarita de la misma formación, pero de edad algo más reciente.